# ميشيل براون (عارضة)
ميشيل براون هي عارضة فلبينية، ولدت في 1991.